# Yongsan-dong, Seoul
Yongsan-dong, (koreanska: 용산동), formellt Yongsan-i-ga-dong (koreanska: 용산2가동) är en stadsdel i stadsdistriktet Yongsan-gu i Sydkoreas huvudstad Seoul.